# Васильевка (Рамонский район)
Васильевка — село в Рамонском районе Воронежской области.
Входит в состав Ломовского сельского поселения.

## География
В селе имеется одна улица — Луговая.

## Население
| 1859 | 2010 |
| ---- | ---- |
| 297  | ↘1   |